# Benno Dietze
Benno Johannes Dietze (* 15. Juli 2003 in Güstrow) ist ein deutscher Fußballspieler.

## Sportliche Laufbahn
Dietze begann beim SV Hafen Rostock und anschließend in der Jugendabteilung des F.C. Hansa Rostock mit dem Fußballspielen und durchlief bis 2022 alle Juniorenmannschaften des Vereins. Nachdem er 2021 mit der U19-Mannschaft in die A-Junioren-Bundesliga aufgestiegen war, debütierte er am 15. September 2021 mit der zweiten Mannschaft in der Oberliga Nordost im Männer-Bereich beim 1:1 gegen den Greifswalder FC und trainierte ab Januar 2022 in der 1. Herren-Mannschaft mit.
Zur 2. Liga-Saison 2022/23 wurde er in die Profimannschaft des F.C. Hansa berufen, verfügte aber weiterhin nur über einen Amateurvertrag. Sein Debüt in der 2. Bundesliga erlebte er am 24. Juli 2022 beim 1:0-Auswärtssieg gegen den Hamburger SV, als er in der 83. Minute eingewechselt wurde. Zuvor war er bereits ohne Einsatz im Kader gewesen. In jener Spielzeit blieb es bei diesem einen Einsatz im Profiteam der Rostocker, das am Saisonende Platz 13 erreichte. Mit der Zweitvertretung der Hanseaten holte er 2023 die Staffel-Meisterschaft in der Oberliga Nordost und stieg in die Regionalliga Nordost auf. In der Saison 2023/24 stand Dietze nur noch im Kader der zweiten Mannschaft, mit der er wieder in die Oberliga abstieg.
In der Drittliga-Saison 2024/25 gehörte Dietze erneut der Profimannschaft an, für die er sein erstes Pflichtspieltor im September 2024 im Mecklenburg-Vorpommern-Pokal gegen den Verbandsligisten FSV Kühlungsborn erzielte. Im November 2024 erhielt er erstmals einen Profivertrag. Im Saisonverlauf entwickelte er sich zu einem Leistungsträger im Mittelfeld und schloss mit dem FCH auf Tabellenplatz 5 und dem Gewinn des Landespokals ab.

## Erfolge
Hansa Rostock
- Aufstieg in die A-Junioren-Bundesliga: 2021
- Meister der Oberliga Nordost (Nord): 2023 (mit Hansa Rostock II)
- Aufstieg in die Regionalliga Nordost: 2023 (mit Hansa Rostock II)
- Landespokalsieger Mecklenburg-Vorpommern: 2025

## Privat
Dietze hat zwei jüngere Geschwister.
Er war bis zum Sommer 2025 an der Universität Rostock für ein Lehramtsstudium eingeschrieben, exmatrikulierte sich jedoch bis auf weiteres, um sich auf seine Fußballkarriere zu fokussieren.